# Fantastyczna Czwórka (film 2005)
Fantastyczna Czwórka (oryg. Fantastic Four) – amerykańsko-niemiecki fantastycznonaukowy film akcji na podstawie serii komiksów o drużynie superbohaterów o tym samym tytule wydawnictwa Marvel Comics. Za reżyserię odpowiadał Tim Story na podstawie scenariusza Michaela France’a i Marka Frosta. W głównych rolach wystąpili: Ioan Gruffudd, Jessica Alba, Chris Evans, Michael Chiklis, Julian McMahon i Kerry Washington.
Światowa premiera filmu miała miejsce 29 czerwca 2005 roku. W Polsce zadebiutował on 19 sierpnia tego samego roku. Film przy budżecie 100 milionów dolarów zarobił ponad 330 milionów i otrzymał mieszane oceny od krytyków. Powstała jego kontynuacja Fantastyczna Czwórka: Narodziny Srebrnego Surfera z 2007 roku. W 2015 roku premierę miał reboot Fantastyczna Czwórka, a w 2019 roku, po odzyskaniu praw do ekranizacji przez Marvel Studios, Kevin Feige zapowiedział kolejny reboot będący częścią franczyzy Filmowego Uniwersum Marvela.

## Streszczenie fabuły
Doktor Reed Richards, genialny fizyk, jest przekonany, że miliony lat temu ewolucja została wywołana na Ziemi przez chmury energii kosmicznej i obliczył, że jedna z takich chmur wkrótce przejdzie w pobliżu Ziemi. Wraz ze swoim przyjacielem, astronautą Benem Grimmem, przekonują swojego kolegę z Massachusetts Institute of Technology, doktora Victora Von Dooma, dyrektora generalnego Von Doom Industries, aby dał im dostęp do swojej prywatnej stacji kosmicznej w celu zbadania wpływu chmury kosmicznej na próbki biologiczne. Doom zgadza się w zamian za kontrolę nad eksperymentem i większość zysków z wszelkich korzyści, jakie on przyniesie. Wprowadza na pokład swojego głównego badacza genetyki i byłą dziewczynę Richardsa, Susan Storm i jej porywczego brata Johnny’ego Storma, astronautę, który wcześniej był podwładnym Grimma w NASA, a teraz zostaje jego przełożonym w misji.
Cała piątka wyrusza w kosmos, aby obserwować kosmiczne chmury energii. Okazuje się jednak, że Richards pomylił się w obliczeniach i chmury pojawiają się znacznie przed terminem. Richards, Susan i Johnny opuszczają osłoniętą stację, aby uratować Grimma, który udał się na spacer kosmiczny, aby umieścić próbki biologiczne, a Doom zamyka za nimi tarczę osłonną. Grimm otrzymuje pełną dawkę energii, podczas gdy pozostali otrzymują jej ograniczoną dawkę na stacji. Powracają do domu, jednak po jakimś czasie zaczynają się u nich rozwijać dziwne moce. Richards może rozciągać się jak guma, Susan może stać się niewidzialna i tworzyć pola siłowe, Johnny może pokryć się ogniem i latać, a Grimm zmienił się w duże, podobne do skały stworzenie o nadludzkiej sile i wytrwałości. W tym czasie Doom boryka się z reakcją swoich akcjonariuszy z powodu rozgłosu po nieudanej misji. Po wyprawie pozostała mu blizna na twarzy po eksplozji sterowników, przy której stał podczas przejścia chmury.
Grimm wraca do domu, aby zobaczyć się ze swoją narzeczoną Debbie, ale ona jest przerażona jego nowym wyglądem i odchodzi od niego. Grimm idzie pod Brooklyn Bridge i powstrzymuje przypadkowego mężczyznę przed popełnieniem samobójstwa. Cała czwórka zaczyna używać swoich mocy, aby pomagać innym. Kiedy społeczeństwo wiwatuje za ich wysiłki, Grimm dostrzega, jak Debbie ze smutkiem zostawia swój pierścionek zaręczynowy na ulicy i ucieka. Grimm próbuje go podnieść, ale przeszkadzają mu w tym jego wielkie palce. Richards wręcza mu go i przysięga znaleźć sposób, by przywrócić go do normalnej postaci. Media zaczynają ich nazywać „Fantastyczną Czwórką”. Doom dowiaduje się z wiadomości, że jego firma jest teraz stracona, a sława grupy dominuje w mediach nad losem jego firmy. Cała czwórka przenosi się do laboratorium Richardsa w Baxter Building, aby zbadać swoje umiejętności i odnaleźć sposób na przywrócenie Grimma do normalności. Doom oferuje im pomoc, ale obwinia Richardsa za niepowodzenie misji. Światła zaczynają migotać, kiedy Doom staje się wściekły.
Richards informuje grupę, że planuje zbudować maszynę, która odtworzy burzę i odwróci jej wpływ na ich ciała, ale ostrzega, że efekt może być odwrotny. W międzyczasie Doom kontynuuje swoją mutację, jego ramię zamienia się w organiczny metal i pozwala mu wytwarzać strzały energii elektrycznej. Zastanawia się, jak użyć swoich nowych mocy, aby się zemścić. Doom próbuje skłócić Grimma i Richardsa, mówiąc Grimmowi, że Richards wcale nie chce odwrócić swoich mocy, ponieważ badania pozwoliły mu odżywić dawny związek z Susan. Richards i Grimm kłócą się. Richards chce użyć maszyny na sobie, ale nie może wygenerować wystarczającej ilości mocy potrzebnej do zepchnięcia burzy do masy krytycznej. Doom dowiaduje się, jak Richards mówi o tym Susan dzięki kamerom monitorującym. Zaprowadza Grimma do laboratorium, który zostaje umieszczony w maszynie. Doom wykorzystuje swoje zdolności, aby wyprodukować energię elektryczną potrzebną do zasilania urządzenia, które przywraca Bena z powrotem do normalnego stanu. Przez to zostaje również przyspieszona przemiana większości ciała Dooma w metal. Doom pozbawia przytomności Grimma i porywa Richardsa.
Doom zakłada metalową maskę, aby ukryć swoje fizyczne oszpecenie i obezwładnia Richardsa za pomocą chłodu. Doom wystrzeliwuje pocisk wykrywający ciepło w Baxter Building, aby zabić Johnny’ego. Johnny ucieka przez miasto, aby go uniknąć. Pocisk trafia w barkę ze śmieciami. Susan zaczyna walkę z Doomem, a Grimm zaczyna żałować swojej decyzji. Susan uwalnia Richardsa i wspólnie walczą z Doomem. Kiedy przybywa Grimm, aby ich uratować, wykorzystuje ponownie maszynę, aby z powrotem przemienić się w stwora. Walka z Doomem przenosi się na ulicę, a cała czwórka łączy siły, aby stawić mu czoło. Ostatecznie pokonują go.
Później Grimm informuje Richardsa, że zaakceptował siebie dzięki niewidomej artystce, Alicii Masters, w której się zakochał. Cały zespół postanowił przyjąć role superbohaterów i działać oficjalnie jako „Fantastyczna Czwórka”. Richards oświadczył się Susan. W tym czasie szczątki Dooma zostają zabrane do jego ojczyzny Latverii, a w porcie zostają odnotowane zakłócenia elektryczne.

## Obsada
| Polski dubbing |
| • Krzysztof Banaszyk jako Reed Richards / Pan Fantastyczny • Kamilla Baar jako Sue Storm / Niewidzialna Kobieta • Mateusz Damięcki jako Johnny Storm / Człowiek Pochodnia • Artur Dziurman jako Ben Grimm / Rzecz • Jacek Rozenek jako Victor Von Doom / Doktor Doom • Maria Peszek jako Alicia Masters |

- Ioan Gruffudd jako Reed Richards / Pan Fantastyczny, genialny matematyk i fizyk, który posiada zdolność elastyczności swojego ciała. Jest liderem Fantastycznej Czwórki[3].
- Jessica Alba jako Sue Storm / Niewidzialna Kobieta, naukowiec, która posiada umiejętność bycia niewidzialną oraz tworzenia barier. Należy do Fantastycznej Czwórki[4].
- Chris Evans jako Johnny Storm / Człowiek Pochodnia, brat Sue, który posiada zdolność tworzenia ognia i manipulowania nim. Należy do Fantastycznej Czwórki[3].
- Michael Chiklis jako Ben Grimm / Rzecz, kiedyś służył United States Navy SEALs, najlepszy przyjaciel Richardsa. Posiada nadludzką siłę i wytrzymałość, ma pomarańczową, elastyczną skórę przypominającą kamień. Należy do Fantastycznej Czwórki[3].
- Julian McMahon jako Victor Von Doom / Doktor Doom, były szkolny rywal Richardsa, przemysłowiec i twórca Von Doom Industries, który stał się wrogiem Fantastycznej czwórki. Posiada zdolność elektrycznej manipulacji, a jego ciało pokryte jest metalem[4].
- Kerry Washington jako Alicia Masters, niewidoma artystka, która zakochała się w Benie Grimmie[5].

W filmie ponadto wystąpili: Laurie Holden jako Debbie McIlvane, była narzeczona Bena Grimma, która go porzuciła po tym, jak przemienił się w Rzecz; Hamish Linklater jako Leonard Kirk, asystent Dooma oraz Kevin McNulty jako Jimmy O’Hoolihan, odźwierny Baxter Building.
W roli cameo pojawił się Stan Lee, twórca komiksów Marvel Comics jako Willie Lumpkin, odźwierny Baxter Building, w którym mieszka Fantastyczna Czwórka.

## Produkcja

### Rozwój projektu
20th Century Fox zatrudniło Chrisa Columbusa do napisania scenariusza i wyreżyserowania filmu Fantastic Four w 1995 roku. Zaczął on pisać scenariusz wspólnie z Michaelem France'em. Później Columbus podjął decyzję o rezygnacji ze stanowisku reżysera, a zamiast tego skoncentrował się na produkcji filmu za pośrednictwem 1492 Pictures. W kwietniu 1997 roku studio zatrudniło na stanowisku reżysera Petera Segala, który pod koniec tego samego roku został zastąpiony przez Sama Weismana. W kwietniu 1998 roku studio sprowadziło Sama Hamma do dalszych prac nad scenariuszem. W lutym 1999 roku, wskutek przedłużających się prac nad filmem, Bernd Eichinger i 20th Century Fox podpisali nową umowę z Marvel Enterprises polegającą na rozszerzeniu praw do postaci na kolejne dwa lata. Studio zakładało, że film będzie miał swoją premierę w lecie 2001 roku. Raja Gosnell został nowym reżyserem filmu, jednak zrezygnował w październiku 2000 roku. W kwietniu 2001 roku studio zatrudniło kolejnego reżysera, Peytona Reeda, a Marka Frosta do poprawy scenariusza. Reed zrezygnował w lipcu 2003 roku. W kwietniu 2004 roku stanowisko to objął Tim Story.

### Casting
W lipcu 2004 roku poinformowano, że Ioan Gruffudd został obsadzony jako Reed Richards, Chris Evans jako Johnny Storm oraz Michael Chiklis jako Ben Grimm. Poinformowano wtedy, że do roli Sue Storm brane pod uwagę są Jessica Alba, Rachel McAdams i Keri Russell, lecz Alba jest najbliższa otrzymania tej roli. W tym samym miesiącu potwierdzono jej udział oraz poinformowano, że Julian McMahon zagra Victora Von Dooma. W październiku do obsady dołączyły Kerry Washington jako Alicia Masters oraz Laurie Holden.

### Zdjęcia i postprodukcja
Za zdjęcia odpowiadał Oliver Wood, za scenografię Bill Boes, a za kostiumy José Fernández. Montażem zajął się William Hoy.

## Muzyka
John Ottman został zatrudniony do skomponowania muzyki do filmu. Ścieżka dźwiękowa z muzyką Ottmana Fantastic Four (Original Motion Picture Score) została wydana 12 lipca 2005 roku przez Varèse Sarabande. Natomiast album koncepcyjny Fantastic Four: The Album wydano 5 lipca tego samego roku przez Wind-Up.
| Fantastic Four: The Album – 2005 | Fantastic Four: The Album – 2005     | Fantastic Four: The Album – 2005  | Fantastic Four: The Album – 2005 |
| Nr                               | Tytuł utworu                         | Wykonawca                         | Długość                          |
| -------------------------------- | ------------------------------------ | --------------------------------- | -------------------------------- |
| 1.                               | „Come On, Come In”                   | Velvet Revolver                   | 3:50                             |
| 2.                               | „Error: Operator”                    | Taking Back Sunday                | 3:09                             |
| 3.                               | „Relax”                              | Chingy                            | 3:31                             |
| 4.                               | „What Ever Happened to the Heroes”   | Joss Stone                        | 3:56                             |
| 5.                               | „Waiting (Save Your Life)”           | Omnisoul                          | 4:02                             |
| 6.                               | „Always Come Back to You”            | Ryan Cabrera                      | 3:33                             |
| 7.                               | „Everything Burns”                   | Ben Moody feat. Anastacia         | 3:41                             |
| 8.                               | „New World Symphony”                 | Miri Ben-Ari feat. Pharoahe Monch | 4:01                             |
| 9.                               | „Die for You (Fantastic Four mix)”   | Megan McCauley                    | 3:49                             |
| 10.                              | „Noots”                              | Sum 41                            | 3:49                             |
| 11.                              | „Surrender”                          | Simple Plan                       | 2:58                             |
| 12.                              | „I’ll Take You Down”                 | T.F.F.                            | 2:50                             |
| 13.                              | „On Fire”                            | Lloyd Banks                       | 3:07                             |
| 14.                              | „Reverie”                            | Megan McCauley                    | 3:55                             |
| 15.                              | „Goodbye to You”                     | Breaking Point                    | 3:51                             |
| 16.                              | „Shed My Skin”                       | Alter Bridge                      | 5:08                             |
| 17.                              | „In Due Time”                        | Submersed                         | 4:04                             |
| 18.                              | „Disposable Sunshine”                | Loser                             | 3:27                             |
| 19.                              | „Now You Know”                       | Miss Eighty 6 feat. Classic       | 3:03                             |
| 20.                              | „Kirikirimai (Fantastic Four remix)” | Orange Range                      | 3:14                             |
|                                  |                                      |                                   | 1:12:58                          |

| Fantastic Four (Original Motion Picture Score) – 2005 | Fantastic Four (Original Motion Picture Score) – 2005 | Fantastic Four (Original Motion Picture Score) – 2005 | Fantastic Four (Original Motion Picture Score) – 2005 |
| Nr                                                    | Tytuł utworu                                          | Autor                                                 | Długość                                               |
| ----------------------------------------------------- | ----------------------------------------------------- | ----------------------------------------------------- | ----------------------------------------------------- |
| 1.                                                    | „Main Titles”                                         | J. Ottman                                             | 2:34                                                  |
| 2.                                                    | „Cosmic Storm”                                        | J. Ottman                                             | 4:47                                                  |
| 3.                                                    | „Superheroes”                                         | J. Ottman                                             | 5:52                                                  |
| 4.                                                    | „Experiments”                                         | J. Ottman                                             | 2:41                                                  |
| 5.                                                    | „Planetarium”                                         | J. Ottman                                             | 1:28                                                  |
| 6.                                                    | „Entanglement”                                        | J. Ottman                                             | 1:13                                                  |
| 7.                                                    | „Power Hungry”                                        | J. Ottman                                             | 4:26                                                  |
| 8.                                                    | „Changing”                                            | J. Ottman                                             | 2:47                                                  |
| 9.                                                    | „Lab Rat”                                             | J. Ottman                                             | 4:50                                                  |
| 10.                                                   | „Unlikely Saviors”                                    | J. Ottman                                             | 2:15                                                  |
| 11.                                                   | „Bye Bye Ned”                                         | J. Ottman                                             | 2:16                                                  |
| 12.                                                   | „Battling Doom”                                       | J. Ottman                                             | 7:02                                                  |
| 13.                                                   | „Bon Voyage”                                          | J. Ottman                                             | 1:16                                                  |
| 14.                                                   | „Fantastic Proposal”                                  | J. Ottman                                             | 2:21                                                  |
|                                                       |                                                       |                                                       | 45:48                                                 |

## Wydanie
Światowa premiera filmu miała miejsce 29 czerwca 2005 roku, gdzie film zadebiutował na Jamajce oraz w Trynidadzie i Tobago. Uroczysta premiera odbyła się 6 lipca tego samego roku w Nowym Jorku. Podczas wydarzenia uczestniczyła obsada i produkcja filmu oraz zaproszeni specjalni goście. Premierze tej towarzyszył czerwony dywan oraz szereg konferencji prasowych. Dla szerszej publiczności w Stanach Zjednoczonych zadebiutował 8 lipca. W Polsce premierę miał 19 sierpnia tego samego roku.

## Odbiór

### Box office
Film przy budżecie 100 milionów dolarów zarobił ponad 330 milionów, z czego ponad 150 milionów w Stanach Zjednoczonych i Kanadzie oraz ponad 200 tysięcy w Polsce.

### Krytyka w mediach
Film otrzymał mieszane oceny od krytyków. W serwisie Rotten Tomatoes 27% z 213 recenzji filmu jest pozytywnych (średnia ocen wyniosła 4,51 na 10). Na portalu Metacritic średnia ocen z 35 recenzji wyniosła 40 punktów na 100. Natomiast według serwisu CinemaScore publiczność przyznała mu ocenę B w skali od F do A+.

### Nagrody i nominacje
| Rok  | Ceremonia               | Kategoria                              | Nominowani                                                | Rezultat  | Przypis |
| ---- | ----------------------- | -------------------------------------- | --------------------------------------------------------- | --------- | ------- |
| 2005 | Teen Choice Awards      | Ulubiony film lata                     | Fantastyczna Czwórka                                      | Nominacja | [ 27 ]  |
| 2005 | Golden Schmoes Awards   | Największe rozczarowanie roku          | Fantastyczna Czwórka                                      | Wygrana   | [ 28 ]  |
| 2005 | Golden Schmoes Awards   | Najgorszy film roku                    | Fantastyczna Czwórka                                      | Nominacja | [ 28 ]  |
| 2006 | Saturn Awards           | Najlepszy film fantastyczno-naukowy    | Fantastyczna Czwórka                                      | Nominacja | [ 29 ]  |
| 2006 | Kids’ Choice Awards     | Ulubiona aktorka filmowa               | Jessica Alba                                              | Nominacja | [ 30 ]  |
| 2006 | MTV Movie Awards        | Najlepszy bohater                      | Jessica Alba                                              | Nominacja | [ 31 ]  |
| 2006 | MTV Movie Awards        | Najlepszy zespół aktorski              | Chris Evans, Ioan Gruffudd, Jessica Alba, Michael Chiklis | Nominacja | [ 31 ]  |
| 2006 | Golden Raspberry Awards | Najgorsza aktorka                      | Jessica Alba                                              | Nominacja | [ 32 ]  |
| 2006 | Teen Choice Awards      | Ulubiona aktorka dramatu / filmu akcji | Jessica Alba                                              | Nominacja | [ 33 ]  |

## Kontynuacja, anulowany spin-off oraz rebooty
W grudniu 2005 roku potwierdzono plany na sequel, a Tim Story powrócił na stanowisku reżysera. Scenariusz napisali Mark Frost i Don Payne. Swoje role powtórzyli: Ioan Gruffudd, Jessica Alba, Chris Evans, Michael Chiklis, Julian McMahon i Kerry Washington. Do obsady dołączył między innymi Doug Jones i Laurence Fishburne jako Srebrny Surfer. Film Fantastyczna Czwórka: Narodziny Srebrnego Surfera miał swoją premierę w 2007 roku.
W 2007 roku poinformowano, że planowany trzeci film oraz spin-off o Srebrnym Surferze zostały anulowane w związku z niższymi wpływami drugiej części.
W sierpniu 2009 roku studio ogłosiło reboot filmu o Fantastycznej Czwórce. W lipcu 2012 roku Josh Trank otrzymał stanowisko reżysera. Trank napisał scenariusz wspólnie z Jeremym Slaterem i Simonem Kinbergiem. W rolach Fantastycznej Czwórki wystąpili: Miles Teller jako Reed Richards, Kate Mara jako Sue Storm, Michael B. Jordan jako Johnny Storm i Jamie Bell zagra Bena Grimma. Victora von Dooma zagrał Toby Kebbell. Film Fantastyczna Czwórka zadebiutował w 2015 roku. Został on negatywnie oceniony przez krytyków i publiczność oraz okazał się finansową porażką. Pomimo iż sequel został oficjalnie na rok przed premierą pierwszej części na 2017 rok, studio z niego zrezygnowało.
W marcu 2019 zakończyła się transakcja kupna części 21st Century Fox przez The Walt Disney Company, dzięki czemu prawa do tych postaci powróciły do Marvel Studios. W lipcu 2019 roku podczas San Diego Comic-Conu szef studia, Kevin Feige poinformował, że powstanie reboot będący częścią franczyzy Filmowego Uniwersum Marvela.